# Бойна рубка
Бойна рубка е специално помещение на кораба, оборудвано със средствата за управление на кораба и предназначено да бъде негов главния команден пункт на кораба. По време на бой командирът на кораба се намира в бойната рубка и оттам управлява кораба. Освен него в бойната рубка се намира и личния състав необходим за обслужването на техническите средства за управление на кораба. За първи път бойните рубки влизат в проектите на корабите в края на 20 век.
На надводните кораби бойната рубка, като правило, се намира в носовата надстройка, за да осигури на командира необходимия обзор. Често има и конструктивна защита във вид на броня. На подводниците представлява специална конструкция в средната част на вътрешния корпус; тя съединява мостика с централния пост. На корабите от трето и четвърто поколение главния команден пункт на кораба, за по-добра защита, е разположен в специално помещение вътре в корпуса на кораба, под ватерлинията. Поради това предишното разбиране на бойната рубка, като такава, се отнася само за корабите построени до 60-те години на 20 век.